# ULK1
ULK1 یک آنزیم است که در انسان توسط ژن «ULK1» کُدگذاری می‌شود. دو ایزوفروم این آنزیم یعنی ULK1/2 توسط ژن‌های «ULK1/2» کُدگذاری می‌شود. این آنزیم مهم در خودخواری نقش دارد؛ به ویژه در پاسخ به کاهش اسیدهای آمینه. به‌نظر می‌رسد که ایزوفرم‌های مختلف این آنزیم، تقاوت‌های اندکی با هم داشته باشند.

## اهمیت بالینی
با توجه به نقش این آنزیم در خودخواری، بسیاری از بیماری‌ها مانند سرطان، اختلالات نورودژنراتیو، اختلالات رشد و تکامل عصبی و بیماری کرون را می‌توان به بروز اختلال در تنظیم خودخواری نسبت داد. از آنجایی که خودخواری به عنوان یک ویژگی بقای سلولی برای یاخته‌ها عمل می‌کند، تومورها را (زمانی که قبلاً تشکیل شده‌اند) قادر می‌سازد تا از کمبود انرژی و استرس‌های دیگر مانند شیمی‌درمانی را تحمل کنند و زنده بمانند. به همین دلیل، مهار خودخواری ممکن است در درمان سرطان مفید باشد؛ بنابراین، ساخت بازدارنده‌های ULK1 در دست پژوهش و بررسی است.

## تعامل‌های شیمیایی
این آنزیم به مولکول‌های رَپتور، بکلین ۱، دسته ۳ فسفواینوزیتید ۳-کیناز، GABARAPL2، GABARAP، SYNGAP1 و سینتتین-۱ تعامل پروتئین-پروتئین دارد.

## برای مطالعهٔ بیشتر
- Russell RC, Tian Y, Yuan H, Park HW, Chang YY, Kim J,  et al. (July 2013). "ULK1 induces autophagy by phosphorylating Beclin-1 and activating VPS34 lipid kinase". Nature Cell Biology. 15 (7): 741–750. doi:10.1038/ncb2757. PMC 3885611. PMID 23685627.
- Nagase T, Ishikawa K, Suyama M, Kikuno R, Miyajima N, Tanaka A,  et al. (October 1998). "Prediction of the coding sequences of unidentified human genes. XI. The complete sequences of 100 new cDNA clones from brain which code for large proteins in vitro". DNA Research. 5 (5): 277–286. doi:10.1093/dnares/5.5.277. PMID 9872452.
- Hartley JL, Temple GF, Brasch MA (November 2000). "DNA cloning using in vitro site-specific recombination". Genome Research. 10 (11): 1788–1795. doi:10.1101/gr.143000. PMC 310948. PMID 11076863.
- Young AR, Chan EY, Hu XW, Köchl R, Crawshaw SG, High S,  et al. (September 2006). "Starvation and ULK1-dependent cycling of mammalian Atg9 between the TGN and endosomes". Journal of Cell Science. 119 (Pt 18): 3888–3900. doi:10.1242/jcs.03172. PMID 16940348.
- Olsen JV, Blagoev B, Gnad F, Macek B, Kumar C, Mortensen P, Mann M (November 2006). "Global, in vivo, and site-specific phosphorylation dynamics in signaling networks". Cell. 127 (3): 635–648. doi:10.1016/j.cell.2006.09.026. PMID 17081983. S2CID 7827573.
- Wissing J, Jänsch L, Nimtz M, Dieterich G, Hornberger R, Kéri G,  et al. (March 2007). "Proteomics analysis of protein kinases by target class-selective prefractionation and tandem mass spectrometry". Molecular & Cellular Proteomics. 6 (3): 537–547. doi:10.1074/mcp.T600062-MCP200. PMID 17192257.
- Chan EY, Kir S, Tooze SA (August 2007). "siRNA screening of the kinome identifies ULK1 as a multidomain modulator of autophagy". The Journal of Biological Chemistry. 282 (35): 25464–25474. doi:10.1074/jbc.M703663200. PMID 17595159.